# Хелештень (комуна)
Хелештень, Хелештені (рум. Heleșteni) — комуна у повіті Ясси в Румунії. До складу комуни входять такі села (дані про населення за 2002 рік):
- Мовілень (246 осіб)
- Оборочень (827 осіб)
- Хелештень (809 осіб)
- Херменяса (772 особи)

Комуна розташована на відстані 313 км на північ від Бухареста, 54 км на захід від Ясс.

## Населення
За даними перепису населення 2002 року у комуні проживали 2654 особи, усі — румуни. Усі жителі комуни рідною мовою назвали румунську.
Склад населення комуни за віросповіданням:
| Релігія       | Кількість осіб | Відсоток |
| ------------- | -------------- | -------- |
| православні   | 2205           | 83,1%    |
| бретрени      | 210            | 7,9%     |
| римо-католики | 187            | 7,0%     |
| п'ятдесятники | 35             | 1,3%     |
| старообрядці  | 11             | 0,4%     |
| не релігійні  | 3              | 0,1%     |
| адвентисти    | 2              | 0,1%     |
| баптисти      | 1              | < 0,1%   |